# Страсті
Страсті, пасіон (лат. passio — страждання) — вокально-драматичне храмове дійство для солістів, хору і оркестру на євангельський текст про страждання і смерть Христа.
Страсті введені в католицький ужиток в VI столітті, вони приурочувалися до страсного тижня. Спочатку виконувалися в манері псалому, з XIV століття панував тип страстей, заснований на діалозі соліста (диякона) і хору. Поступово відокремлювалися і партії учасників драми: текст оповідача події одному співакові, Христових — іншому, слова первосвященика третьому тощо; можливо, що звідси прямо і пішли драматичні вистави.
У Середньовіччі розрізняли два роди страстей — хоральну (оперту на григоріанський хорал) і драматичну.
В XVI ст. перетворились в самостійну форму духовної музики, певний час співіснували страсті одноголосні і багатоголосні, що писалися за зразком мотетів. Розквіту жанру сприяло введення національних мов у богослужіння в епоху реформації. Паралельно з церковними розвивалися і народні інсценування страстей, де в драму привносилися жанрово-побутові моменти. У XVIII столітті композитори стали відходити від канонічного тексту і вживати також поетичний.
Найвищого рівня жанр досяг у творчості Й. С. Баха («Страсті за Матвієм», «Страсті за Йоаном»), Л. Бетховена («Христос на оливковій горі»), Ш. Гуно, Ф. Ліста, Л. Шпора та ін. В кінці XX століття до жанру страстей зверталися К. Пендерецький («Страсті від Луки»), А. Пярт («Страсті за Йоаном»).